# Kōnstantinos Alysandrakīs
Kōnstantinos Alysandrakīs (in greco Κωνσταντίνος Αλυσανδράκης?; Atene, 27 agosto 1948) è un politico greco.

## Biografia
Come membro del Partito Comunista di Grecia, fu europarlamentare dal 1999 al 2004.